# 1837
1837 (MDCCCXXXVII) fue un año común comenzado en domingo según el calendario gregoriano.

## Acontecimientos

### Enero
- 1 de enero: Un terremoto de 7,1 mata unas 7.000 personas al sur de Siria (Galilea) y destruye la ciudad santa de Safed.[1]
- 26 de enero: El Estado de Míchigan (abolicionista) se convierte en el 26° de la unión americana.[2]

### Febrero
- 2 de febrero: En Roma, el papa Gregorio XVI inaugura el Museo gregoriano etrusco.[3]
- 19 de febrero: En Japón se produce la Rebelión de Osaka, o Disturbios del Arroz contra los funcionarios corruptos del régimen, dirigidos por el samurái Ōshio Heihachirō que intentaba ayudar a los pobres a alimentarse. En el ataque, 1/5 de la ciudad es destruida por el fuego, pero la revuelta es duramente reprimida por el gobernador. Tras 40 días de persecución, Heihachirō se hace el hara-kiri antes de ser capturado.[4]
- 25 de febrero: Fundación en Filadelfia del African Institute, renombrado en 1852 como Institute for Colored Youth (ICY), primera institución de alta educación para gente de color en EE. UU.. Se convirtió en 1983 en la Universidad de Cheyney de Pensilvania.[5]
- 28 de febrero : En Gran Bretaña, la London Working Men’s Association se dota de un programa de reforma electoral (People’s Charter), que fue presentado en esa fecha en una reunión pública en Crown and Anchor Tavern, y que preveía el sufragio masculino universal, el voto secreto, elecciones parlamentarias anuales y la igualdad proporcional de las circunscripciones.[6]

### Marzo

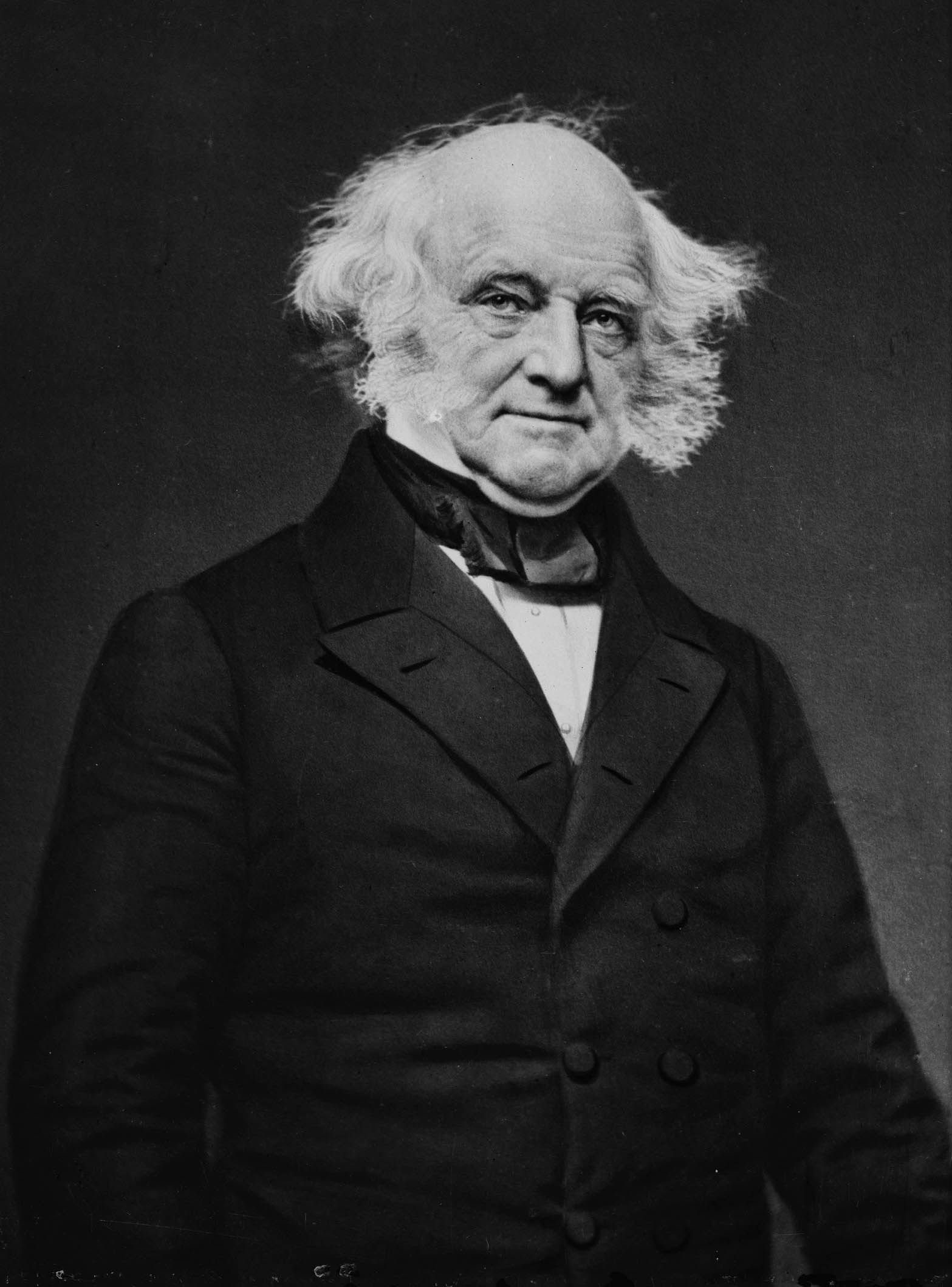
Martin Van Buren se convierte en el 8° Presidente de los Estados Unidos.

- 4 de marzo: En Estados Unidos, el demócrata Martin Van Buren toma posesión de su cargo como 8.º presidente del país, reemplazando a Andrew Jackson.[7]
- 7 de marzo: En Laos, a la muerte de Manthaturath, el reino de Luang Prabang (formado en 1707) se mantiene, pero bajo soberanía de Siam.[8]
- 13 de marzo: Honorio P. Barreto es nombrado Gobernador de la Guinea Portuguesa y ampliará las posesiones de Portugal comprando tierras con su fortuna personal (fin 1859).[9]
- 16 de marzo: España – 1.ª guerra carlista: Tiene lugar la Batalla de Oriamendi, cerca de San Sebastián, entre los carlistas y los isabelinos, estos con el apoyo británico. A pesar de ello, la victoria fue para los carlistas.[10]

### Abril
- 18 de abril: En Bolivia tiene lugar el Congreso de Tacna con la constitución de la efímera Confederación Perú-Boliviana (República de Bolivia, Estado Sud-Peruano y Estado Nor-Peruano), ante la hostilidad de Argentina y Chile.[11]
- 19 de abril: en México, Anastasio Bustamante jura como presidente de la república por segunda vez ante el congreso de la unión.[12]

### Mayo
- 1 de mayo: Ratificación de la creación oficial de la Confederación Perú-Boliviana y establecimiento de la estructura administrativa correspondiente por el Pacto de Tacna.[13]
- 5 de mayo: En Hungría son arrestados los jefes del “partido de las reformas” (Lajos Kossuth y Wesselenyi) por el gobierno de Viena, y condenados a 3 años por alta traición. Laszlo Lovassy, dirigente estudiantil, es condenado a 10 años.[14]
- 10 de mayo: Crisis económica global en EE. UU.. Crash bancario en Nueva York, creado por una fiebre especulativa, y en el que los bancos dejaron de pagar en especies (monedas de oro y plata). Disturbios en NY por el alto precio de la harina. Los Bancos de Nueva York quiebran y la tasa de desempleo alcanza niveles récord. La crisis económica duró cinco años.[15]
- 22 de mayo: Primera reunión de la Asociación de Nueva Zelanda (posteriormente conocida como Compañía de Nueva Zelanda), para facilitar la colonización del país, hasta su anexión por Gran Bretaña.[16]
- 30 de mayo: Firma del Tratado de Tafna entre el emir Abd al-Qádir y el general Bugeaud de Francia, que reconoce la soberanía de Francia en África del Norte, y el poder de Abd al-Qádir sobre dos tercios de la antigua regencia de Argelia (provincias de Orán y Argel).[17]
- 30 de mayo: En Chile, fundación del Colegio de los Sagrados Corazones de Valparaíso, primer colegio particular de la República.[18]

### Junio

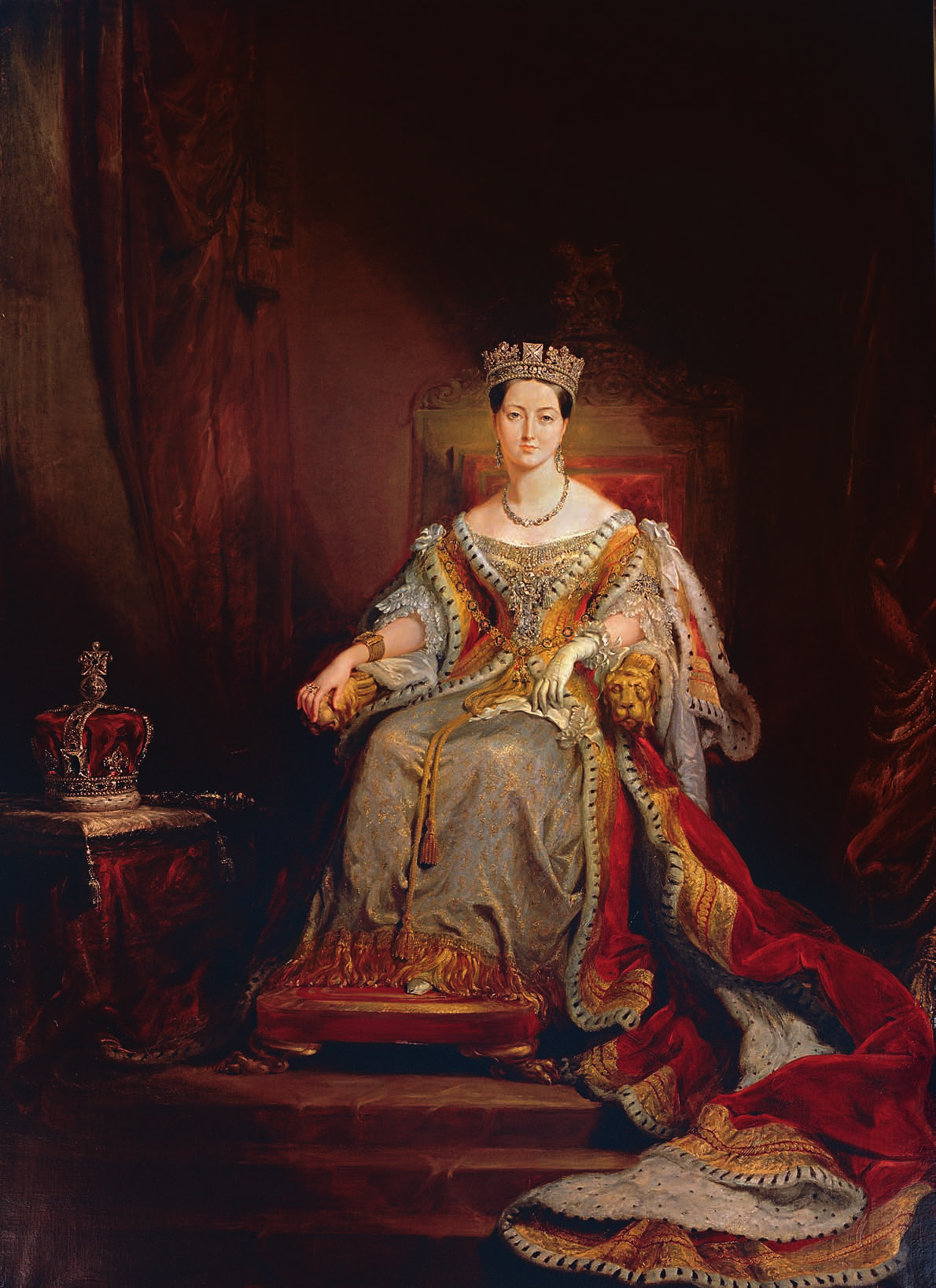
La reina Victoria del Reino Unido en el día de su coronación.

- 2 de junio: en España, en el marco de la primera guerra carlista, se libra la batalla de Barbastro con derrota del ejército isabelino.[19]
- 6 de junio: En Chile, asesinato del ministro de guerra y de interior Diego Portales, que impulsaba la guerra contra la Confederación Perú-Boliviana, por militares amotinados.[20]
- 8 de junio: Nueva Constitución española de 1837 moderada y ultra-liberal (durante la Regencia de María Cristina de Borbón) por iniciativa del Partido Progresista, que la negoció con el Partido Moderado, con derecho de veto Real, dos Cámaras y diputados elegidos por sufragio de los contribuyentes.[21]
- 11 de junio: En EE. UU., disturbios en la Calle Mayor de Boston (Broad Street Riot) por las tensiones étnicas entre los inmigrantes protestantes de origen inglés y los católicos de origen irlandés. Llegaron a participar hasta 800 personas en la lucha y 10 000 espectadores, pero no hubo que lamentar muertos.[22]
- 13 de junio: el zarévich Aleksandr Nikoláievich (el futuro emperador Alejandro II) cruza la frontera de Siberia. Habiendo llegado el 15 de junio a Tobolsk (2327 km al este de Moscú), el punto final del viaje en Asia, el heredero y su séquito emprendieron el regreso al día siguiente. Siberia causó una impresión extremadamente favorable en el «gran duque».
- 20 de junio: A la muerte de Guillermo IV del Reino Unido y Hannover, sube al trono del Reino Unido la Reina Victoria, y al trono de Hannover su hermano Ernesto Augusto I, conservador.[23]
- 23 de junio: Estallan disturbios en Mesina (Sicilia). Las tropas insurreccionales se levantan en Mesina, Siracusa y Catania en julio, pero son reprimidas en agosto por las tropas napoleónicas.[24]
- 23 de junio: En Argentina, fundación de la sociedad secreta Asociación de Mayo para derrocar al presidente Juan Manuel de Rosas y establecer un régimen democrático y liberal que restaurara los principios inspiradores de la Revolución de Mayo 1810.[25]
- 24 de junio: Said bin (Sultán de Omán) elimina a los Mazrui, gobernadores de Mombasa, y se apodera de toda la costa suajili.[26]
- 27 de junio: En Colombia, solución de la deuda pública con Venezuela (ley del 5 de mayo) y elaboración de un Código Penal (27 de junio) bajo el presidente Márquez.[27]

### Julio
- 4 de julio: En Gran Bretaña, apertura de la Grand Jonction Railway, el primer ferrocarril de larga distancia (82 millas), entre Birmingham y Liverpool.[28]
- 5 de julio: En Hannover, abolición de la constitución liberal por el rey Ernesto Augusto I.[29]
- 13 de julio: La Reina Victoria del Reino Unido traslada su residencia del Palacio de Kensington al Palacio de Buckingham.[30]
- 18 de julio: En la posada de Alcazarén (España) es detenido el famoso bandolero Luis Candelas.[31]
- 20 de julio: Apertura de la estación de Euston en Londres, como terminal de la London & Birmingham Railway.[32]
- 29 de julio: En Japón, se produce el Incidente del Morrison, cuando el mercante americano Morrison es alejado de la bahía de Tokio a cañonazos por los aislacionistas, en aplicación del Edicto para repeler buques extranjeros de 1825.[33]
- En julio, masacre de la población masculina de Ngatik, en las Islas Carolinas por la tripulación de múltiples países del barco australiano Lambton, para apoderarse de los caparazones de las tortugas marinas que poseían aquellos. Nunca fueron castigados, e incluso se unieron posteriormente con las mujeres que quedaron en la isla, para seguir explotando ese negocio.[34]

### Agosto
- 1 de agosto: Publicación en Barcelona del primer número del periódico El Constitucional.[35]
- 16 de agosto: Los neerlandeses saquean la fortaleza de Bonjol (Sumatra), terminando la Guerra de los Padri (desde 1803) en el oeste de Sumatra (Indonesia) entre los clérigos musulmanes que querían instaurar la sharia, y la nobleza local que pidieron ayuda a los neerlandeses.[36]
- 24 de agosto: Primera línea de ferrocarril francesa de París a Saint Germain-en-Laye (18 km).[37]
- 24 de agosto: en España, en el marco de la primera guerra carlista, se libra la batalla de Villar de los Navarros, con derrota de las tropas isabelinas. Los carlistas continúan su Expedición Real.[38]

### Septiembre
- 2 de septiembre: En Japón, Tokugawa Ieyoshi se convierte hasta 1853 en el 12.º shogun del país tras la renuncia de su padre.[39]
- 19 de septiembre: España – 1.ª guerra carlista: Tiene lugar la Batalla de Aranzueque, con victoria de las fuerzas de la reina Isabel II, lo que termina con la campaña Carlista, conocida como la Expedición Real.[40]
- 19 de septiembre: En Brasil, Pedro de Araújo Lima se convierte en regente liberal del país, hasta 1840.[41]
- 20 de septiembre: Llegada a Afganistán de la misión comercial británica de Alexander Burnes, que no logra convencer al rey Dost Mohammed Khan para que expulse a los agentes rusos, en los prolegómenos de El Gran Juego.[42][43] Ante el rechazo de los británicos a apoyar sus reivindicaciones sobre el Punyab, el reino afgano establece en secreto relaciones políticas y comerciales con Rusia.
- 28 de septiembre: Comienza el recorrido de unos 3200 km del huracán Racer’s Storm (hasta el 9 de octubre) de categoría al menos 3 en la escala de huracanes de Saffir-Simpson, por los territorios del Yucatán, Golfo de México, Texas, Luisiana, Florida, Georgia, Carolina del Sur y Carolina del Norte. Causó 105 muertes, y enormes daños en pueblos, ferrocarriles, plantaciones y barcos.[44]

### Octubre
- 5 de octubre: Publicación en España de la Real Orden por la que se funda el primer Instituto Provincial de Segunda Enseñanza de Murcia.[45]
- 11 de octubre: A la muerte de Mustafá Bey, su hijo Ahmed I se convierte en el Bey de Túnez (fin 1855). Emprenderá la modernización del país, pero sus fuertes gastos personales arruinarán el tesoro público, y le convertirán en el principal deudor de Francia.[46]
- 13 de octubre: En Argelia, toma de Constantina tras un asedio de 3 días por el gobernador general francés Damrémont con 10 000 hombres.[47] Damrémont muere la víspera de un cañonazo, y su sucesor, el general Valée, se encarga de organizar la provincia de Constantina y se prepara para afrontar a Abd al-Qádir.
- 21 de octubre: En EE. UU., el jefe Seminola Osceola es capturado cuando ondeaba la bandera blanca. Morirá en la prisión de Charleston (Carolina del Sur) en 1838.[48]
- 25 de octubre: Muerte de Mohamed Bello, sultán del Califato de Sokoto (norte de Nigeria), en el poder desde 1817 y tras haber obtenido la soberanía sobre los pueblos nómadas fulani, en el área del Níger: Fue sucedido por su hermano Ousmane (Atikou).[49]
- Octubre: Batallas de los Bóeres contra los Ndebele en África del Sur, que les empujan al norte y donde los Ndebele fundarán el reino de Matabele en 1838, mientras los Bóeres irán al este.[50]

### Noviembre
- Tropas iraníes asedian la ciudad de Herat, tratando de reintegrarla a la corona Qayar. El sitio durará 8 meses, pero terminará sin un claro vencedor.[43]
- 6 de noviembre: El rechazo de Inglaterra de un régimen parlamentario para Canadá (manifiesto de los Hijos de la Libertad) provoca una revuelta. Los reformistas franceses dirigidos por Louis Papineau se rebelan contra el gobierno británico en el Bajo Canadá, aunque la revuelta será rápidamente sofocada.[51]
- 6 de noviembre: En el Estado de Bahía de Brasil, estalla una revuelta autonomista, la Sabinada, contra el fuerte control de los portugueses sobre el comercio y el reclutamiento masivo ordenado por el gobierno imperial. La revuelta terminó el 16 de marzo de 1838[52]
- 7 de noviembre: En Chile, un terremoto de 8,8 a 9.5 y un tsunami azotan la ciudad de Valdivia. Hubo 12 muertos. El tsunami tuvo un efecto pequeño en Valdivia, pero afectó a las islas Hawái, Samoa y Tonga, provocando 58 muertos.[53]
- 19 de noviembre: En Cuba se inaugura el primer tramo del ferrocarril español, de La Habana a Bejucal (17 millas - 27,3 km), y el segundo tramo de Bejucal a Güines el mismo día de 1838 (19 millas - 30,5 km), siendo el primer ferrocarril en Iberoamérica.[54]
- 20 de noviembre: En Alemania, detención del arzobispo de Colonia en la querella de los matrimonios mixtos entre el Estado y la Iglesia. Fue liberado en 1840. Refuerzo del catolicismo político (opuesto a la secularización y propugnando el control religioso de la educación y la legislación).[55]
- 23 de noviembre: Primera línea de ferrocarril austriaca de Floridsdorf a Deutsch-Wagram.

### Diciembre
- 4 de diciembre: En Hannover, despido de Los siete de Gotinga, profesores de la universidad que protestaron por la abolición de la constitución liberal, entre ellos los Hermanos Grimm.
- 7 de diciembre: La revuelta en Canadá contra Inglaterra se extiende al Alto Canadá, liderada por William Lyon McKenzie, aunque la revuelta será rápidamente sofocada.[51]
- 17 de diciembre: En Rusia, incendio en el Palacio de Invierno de San Petersburgo, en el que mueren 30 personas.
- 29 de diciembre: Las fuerzas británicas destruyen el Caroline, un barco de vapor americano de la milicia canadiense, en el río Niágara. Esto produce una crisis diplomática y ataques entre británicos y americanos en 1838. Esto fue la base posteriormente para la ley Caroline Test, para la autodefensa preventiva en las relaciones internacionales, en aplicación todavía hoy en día.[56]

### Sin fecha
- En Hungría, cambio en Transilvania del latín por el idioma húngaro como lengua oficial.
- En España, Publicación del famoso decreto de Juan Álvarez Mendizábal, que hace pasar a la nación todas las propiedades de la Iglesia católica y las saca a pública subasta.
- En Portugal empiezan a producirse los "dulces de Belem", en una pastelería que todavía sigue abierta.
- En Canadá comienza una insurrección de los elementos franceses.
- En España se promulga Constitución de 1837.
- Se crea la constitución de la Confederación Perú-Boliviana.
- En Chile se funda el Colegio de los Sagrados Corazones de Valparaíso, primer colegio particular de la República.
- En Londres, un hombre de negocios afirma haber visto a Spring Heeled Jack o Jack el Saltarín. Los avistamientos continúan.
- Comienzo de una gran hambruna (hasta 1838) en la India del Norte, que causó unas 800.000 muertes.[57]
- En Kazajistán, revuelta antirrusa liderada por el khan Kenesary (1837-1847), hasta su muerte en combate.[58]
- En Turquía, campaña del Imperio Otomano contra los kurdos (1837-38) a la muerte de su líder Mir Mohammed, asesinado por los otomanos. Los egipcios arman a los kurdos de Anatolia y prohíben a los barcos turcos aprovisionarse en los puertos del Levante mediterráneo.[59]

## Arte y literatura
- Febrero: Charles Dickens comienza la publicación por entregas de su segunda novela, Oliver Twist (hasta abril de 1839).[60]
- 3 de mayo: Fundación de la Universidad de Atenas en Grecia por iniciativa del rey Otón I de Grecia de origen bávaro.[61]
- 14 de septiembre: Charles Lewis Tiffany funda sus tiendas de joyería y porcelanas. Abre en la avenida Broadway de Nueva York.[62]
- 5 de diciembre: Estreno del “Requiem” de H. Berlioz en la iglesia de San Luis de los Inválidos en París.[63]
- Honorato de Balzac: Cesar Birotteau y Las ilusiones perdidas I.

## Ciencia y tecnología
- 17 de febrero: Charles Darwin es elegido por el Consejo de la Royal Geographical Society en Londres, y en el discurso del presidente, el geólogo Charles Lyell, este anuncia que a partir de los fósiles de Darwin, se ha podido determinar que ciertas especies extintas están emparentadas con especies actuales en la misma localidad.[64]
- 12 de junio: Los ingenieros ingleses Charles Wheatstone y William Fothergill Cooke patentan el telégrafo eléctrico de cinco agujas.[65] El 25 de julio conectan la estación de Euston y la estación de Camden Town (2,5 km) en Londres.[66]
- 22 de julio: El ingeniero August Borsig crea su fábrica de locomotoras en Berlín.[67]
- 24 de julio: El naturalista y geólogo suizo Louis Agassiz propone su teoría glaciar ante la Sociedad Suiza de Ciencias Naturales. Publicó en 1840 el Estudio sobre los glaciares, en el que afirma que la Tierra estuvo recubierta de glaciares casi por completo, y propone por primera vez la existencia de edades glaciales en el pasado de la Tierra.[68]
- 28 de septiembre: Samuel Morse patenta su sistema de telégrafo eléctrico en EE. UU., utilizando el código que lleva su nombre para enviar mensajes.[69]
- Septiembre: Invención de la hélice marina por el sueco-estadounidense John Ericsson y el inglés Francis Pettit Smith.[70]
- Sir Isaac Pitman inventa un sistema de taquigrafía (la estenografía), que presenta en su libro Stenographic Soundhand.[71]
- Theodor Schwann, uno de los fundadores de la teoría celular, demuestra que el aire debidamente calentado no causa putrefacción.[72]

## Nacimientos

### Enero
- 2 de enero: Mili Balákirev, compositor ruso (f. 1910).
- 6 de enero: Juan Lindolfo Cuestas, político uruguayo (f. 1905).
- 7 de enero: Thomas Henry Ismay, fundador de la Compañía de barcos White Star Line (f. 1899).
- 25 de enero: Tomioka Tessai, pintor nanga japonés (f. 1924).

### Febrero
- 1 de febrero: Gustave García, barítono italiano (f. 1925).
- 5 de febrero: Dwight L. Moody, evangelista y editor estadounidense (f. 1899).
- 7 de febrero: James Murray, lexicógrafo y filólogo escocés, editor del Oxford English Dictionary (f. 1915).
- 12 de febrero: Emilia Calé, escritora española (f. 1908).
- 12 de febrero: Thomas Moran, pintor estadounidense de la Escuela del río Hudson (f. 1926).
- 13 de febrero: Valentín Zubiaurre, compositor español (f. 1914).
- 22 de febrero: Pedro Varela, presidente uruguayo en 1868 y de 1875 a 1876 (f. 1906).
- 24 de febrero: Rosalía de Castro, escritora y poetisa española (f. 1885).

### Marzo
- 1 de marzo: William Dean Howells, viajero, hispanista y escritor estadounidense (f. 1920).
- 7 de marzo: Henry Draper, médico y astrónomo aficionado estadounidense (f. 1882).
- 12 de marzo: Alexandre Guilmant, organista y compositor francés (f. 1911).
- 18 de marzo: Grover Cleveland, político estadounidense y 22° presidente desde 1885 hasta 1889 y 24° desde 1893 hasta 1897 (f. 1908).
- 20 de marzo: Rafael Aceves y Lozano, compositor español (f. 1876).
- 21 de marzo: Manuel Fuentes, Bocanegra, matador de toros español (f.1889).
- 22 de marzo: Virginia Oldoini, Condesa de Castiglione, aristócrata y agente secreto italiana, amante de Napoleón III (f. 1899).
- 27 de marzo: Kate Fox, de las hermanas Fox norteamericanas, impulsoras del nacimiento del espiritismo (f. 1892).

### Abril
- 1 de abril: Jorge Isaacs, escritor romántico colombiano, representante de la cámara baja, sale en el billete de 50.000 pesos colombianos (f. 1895).
- 1 de abril: Luis Francisco Benítez de Lugo y Benítez de Lugo, político español (f. 1876).
- 5 de abril: Algernon Charles Swinburne, poeta y crítico literario inglés (f. 1909).
- 6 de abril: August Weizenberg, escultor de Estonia (f. 1921).
- 10 de abril: Tranquillo Cremona, pintor y grabador italiano (f. 1878).
- 17 de abril: John Pierpont Morgan, empresario, banquero y coleccionista de arte estadounidense (f. 1913).
- 21 de abril: Fredrik Bajer, escritor y pacifista danés, premio nobel de la paz en 1908 (f. 1922).
- 28 de abril: Henry Becque, dramaturgo francés (f. 1899).
- 29 de abril: Georges Boulanger, militar y político francés (f. 1891).

### Mayo
- 5 de mayo: Anna María Mozzoni, periodista, feminista y sufragista italiana (f. 1920).
- 7 de mayo: Karl Mauch, explorador alemán (f. 1875).
- 8 de mayo: Alphonse Legros, escultor, grabador y pintor francés, naturalizado británico (f. 1911).
- 9 de mayo: Adam Opel, fundador de la marca alemana de coches Opel (f. 1895).
- 27 de mayo: Wild Bill Hickok, explorador, jugador, pistolero y alguacil de Estados Unidos (f. 1876).

### Junio
- 7 de junio: Alois Hitler (nacido Alois Schicklgruber), funcionario de aduanas austriaco, padre de Adolf Hitler (f. 1903).
- 8 de junio: Iván Kramskói, pintor y crítico de arte ruso (f. 1887).
- 21 de junio: Wilhelm von Bezold, físico y meteorólogo alemán (f. 1907).
- 22 de junio: Paul Bachmann, matemático alemán (f. 1920).
- 22 de junio: Paul Morphy, jugador de ajedrez estadounidense y campeón mundial (f. 1884).
- 23 de junio: Ernest Guiraud, compositor y profesor de música francés, de origen estadounidense (f. 1892).
- 28 de junio: Petre P. Carp, político conservador rumano, y primer ministro de Rumanía en 1900-01 y en 1911-12 (f. 1919).

### Julio
- 4 de julio: Carolus-Duran, pintor e instructor de arte francés (f. 1917).
- 6 de julio: Wladyslaw Zelenski, compositor, pianista y organista polaco, de estilo neorromántico (f. 1921).
- 6 de julio: R. G. Bhandarkar, erudito orientalista y activista indio (f. 1925).
- 11 de julio: Paul Lacombe, compositor francés del Romanticismo (f. 1927).
- 17 de julio: B. Lewis Rice, arqueólogo y lingüista indobritánico (f. 1927).
- 18 de julio: Vasil Levski, revolucionario búlgaro y héroe nacional (f. 1873).

### Agosto
- 1 de agosto: Mary Harris, de origen irlandés, profesora de escuela y costurera, conocida en Estados Unidos como Mother Jones en tanto que activista social (f. 1930).
- 5 de agosto: Anna Filosofova, filántropa y feminista rusa (f. 1912).
- 6 de agosto: Alberta Giménez, religiosa de Mallorca (f. 1922).
- 11 de agosto: Marie François Sadi Carnot, político francés, presidente de la Tercera República de Francia de 1887 a 1894 (f. 1894).
- 24 de agosto: Théodore Dubois, compositor y organista francés (f. 1924).

### Septiembre
- 1 de septiembre: Tony Robert-Fleury, pintor francés (f. 1911).
- 12 de septiembre: Luis IV de Hesse-Darmstadt, gran duque alemán de Hesse (f. 1892).
- 14 de septiembre: Nikolái Bugáyev, matemático y profesor ruso (f. 1903).
- 16 de septiembre: 
  - Pedro V de Portugal, rey de 1853 a 1861, y modernizador del Estado portugués (f. 1861).
  - Pier Celestino Gilardi, pintor y escultor italiano (f. 1905).
- 19 de septiembre: Benito Viñes, sacerdote jesuita, meteorólogo, astrónomo y sismólogo español (f. 1893).

### Octubre
- 3 de octubre: Nicolás Avellaneda, abogado, periodista y presidente de Argentina de 1874 a 1880 (f. 1885).
- 4 de octubre: Elizabeth Jane Gardner, pintora figurativa estadounidense (f. 1922).
- 5 de octubre: José María Plácido Caamaño, abogado y Presidente de la República de Ecuador en 1884-88 (f. 1900).
- 10 de octubre: Robert Gould Shaw, coronel del ejército de la Unión, comandando una de las unidades formadas de personas de color, durante la guerra de Secesión de Estados Unidos (f. 1863).
- 18 de octubre: Ramón Corona, militar y político mexicano (f. 1889).
- 26 de octubre: Carl Koldewey, explorador alemán del Ártico, y líder de dos expediciones alemanas al Polo Norte (f. 1908).
- 28 de octubre: Tokugawa Yoshinobu, príncipe, militar, daimio de Mito y decimoquinto y último en el shogunato Tokugawa de Japón en 1867-68. (f. 1913).
- 29 de octubre: Harriet Powers, esclava afrodescendiente, artista popular y famosa fabricante de edredones en la Georgia rural (f. 1910).
- 29 de octubre: Abraham Kuyper, teólogo neocalvinista y primer ministro de los Países Bajos de 1901 a 1905 (f. 1920).

### Noviembre
- 5 de noviembre: Arnoldo Janssen, presbítero católico alemán, fundador de la Congregación del Verbo Divino (f. 1909).
- 10 de noviembre: Amos Dolbear, físico e inventor estadounidense, que estudió la conversión de chispas eléctricas en ondas de sonido e impulsos eléctricos (f. 1910).
- 20 de noviembre: Lewis Edson Waterman, inventor estadounidense de la pluma estilográfica con sistema de alimentación por capilaridad (f. 1901).
- 23 de noviembre: Johannes Diderik van der Waals, físico neerlandés, premio nobel de física en 1910 (f. 1923).[73]
- 26 de noviembre: Tigran Chukhacheán, compositor armenio (f. 1898).

### Diciembre
- 3 de diciembre: Hippolyte Boulenger, paisajista belga (f. 1874).
- 9 de diciembre: Kabayama Sukenori, general del Ejército y almirante de la Armada Imperial Japonesa (f. 1922).
- 24 de diciembre: Cósima Wagner, hija ilegítima de Franz Liszt y esposa de Richard Wagner (f. 1930).
- 24 de diciembre: Isabel de Baviera, conocida como Sissi, princesa bávara que se casó con el Emperador Francisco José I, y se convirtió en Emperatriz de Austria y Reina de Hungría (f. 1899).
- 25 de diciembre: Hans von Marées, pintor alemán de estilo idealista (f. 1887).
- 26 de diciembre: George Dewey, almirante de la Armada estadounidense y vencedor en la batalla de Cavite o de la bahía de Manila (f. 1917).
- 30 de diciembre: La Mara (Marie Lipsius), historiadora de la música y escritora alemana (f. 1927).

### Fechas desconocidas
- Gilbert Arthur à Beckett, escritor británico.
- Hormiga Negra, gaucho argentino (f. 1918).
- Pedro Timote, militar argentino (f. 1874).
- Vicente Hernández Couquet, escultor español (f. 1868).

## Fallecimientos

### Enero
- 4 de enero: Hipólito Bouchard, marino franco-argentino (n. 1780).
- 8 de enero: Guillermo, duque en Baviera (n. 1752).
- 11 de enero: François Gérard, pintor neoclásico francés (n. 1770).
- 20 de enero: John Soane, arquitecto británico de estilo neoclásico (n. 1753).
- 23 de enero: John Field, compositor y pianista irlandés, padre del nocturno romántico (n. 1782).

### Febrero
- 1 de febrero: Edward Donovan, escritor, ilustrador y entomólogo aficionado angloirlandés (n. 1768).
- 3 de febrero: Claudina Thévenet, fundadora de la Congregación Jesús María de religiosas, para la educación de los niños abandonados. Santa. (n. 1774).
- 4 de febrero: John Latham, médico, naturalista y escritor británico (n. 1740).
- 7 de febrero: Gustavo IV Adolfo, rey de Suecia de 1792 a 1809 (n. 1778).
- 10 de febrero: Alejandro Pushkin, poeta, dramaturgo y novelista ruso, fundador de la literatura rusa moderna, fallecido el 29 de enero según el calendario juliano, o el 10 de febrero según el calendario gregoriano  (n. 1799).
- 13 de febrero: Mariano José de Larra, escritor del Romanticismo, periodista y político español (n. 1809); suicidio.
- 19 de febrero: Karl Georg Büchner, escritor y dramaturgo alemán (n. 1813).
- 20 de febrero: Eugène Hugo, poeta francés, hermano de Víctor Hugo (n. 1800).

### Marzo
- 1 de marzo: Nikita Petróvich Panin, diplomático ruso, canciller interino en 1799 y ministro de Relaciones Exteriores de Rusia (n. 1770).
- 6 de marzo: Yuri Lisyanski, oficial de la Armada Imperial Rusa y explorador de origen ucraniano (n. 1773).
- 8 de marzo: Domingos Sequeira, pintor portugués entre el neoclasicismo y el romanticismo (n. 1768).
- 16 de marzo: François-Xavier Fabre, pintor francés de temas históricos (n. 1766).
- 27 de marzo: Pedro Coudrin, sacerdote francés, fundador de la Congregación de los Sagrados Corazones (n. 1768).
- 31 de marzo: John Constable, pintor paisajista británico (n. 1776).

### Abril
- 4 de abril: Louis-Sébastien Lenormand, químico francés, físico, inventor y pionero en el paracaidismo (n. 1757).
- 6 de abril: Teresa Bandettini, bailarina italiana y poetisa, conocida como la Figurante Poetesca (n. 1763).
- 10 de abril: Henry Thomas Colebrooke, orientalista y botánico británico (n. 1765).
- 18 de abril: Giovanni Migliara, noble y pintor italiano de historia (n. 1785).
- 28 de abril: Joseph Souham, general francés de las Guerras Revolucionarias Francesas y de las guerras napoleónicas (n. 1760).

### Mayo
- 5 de mayo: Nicola Antonio Zingarelli, compositor italiano, principalmente de ópera (n. 1752).
- 8 de mayo: Aleksandr Balasov, general ruso y hombre de estado (n. 1770).
- 18 de mayo: Marguerite Gérard, pintora francesa de género (n. 1761).
- 20 de mayo: Johan Afzelius, químico sueco (n. 1753).
- 27 de mayo: Aleksandr Zasiadko, oficial de artillería ruso, pionero en los cohetes de artillería (n. 1779).

### Junio
- 6 de junio: Diego Portales, político chileno (n. 1793).
- 14 de junio: Giacomo Leopardi, poeta italiano (n. 1798).
- 19 de junio: Aleksandr Aleksándrovich Bestúzhev, escritor ruso y participante en la revuelta decembrista (n. 1797).
- 20 de junio: Guillermo IV, rey británico. (n. 1765).[74]
- 29 de junio: Nathaniel Macon, político estadounidense, representante de Carolina del Norte y Presidente de la Cámara de Representantes de 1801 a 1807 (n. 1757).

### Julio
- 7 de julio: Antonino Bivona Bernardi, botánico, briólogo y algólogo italiano (n. 1778).
- 13 de julio: Manuel de Heras Soto, conde y político mexicano (n. 1780).
- 19 de julio: Agustín de Eyzaguirre, comerciante y político chileno, impulsor de la primera Junta Nacional de Gobierno (n. 1768).
- 22 de julio: Anton Sminck van Pitloo, pintor paisajista neerlandés establecido en Italia (n. 1790).
- 27 de julio: Pablo Morillo, militar español. (n. 1775).

### Agosto
- 9 de agosto: Xavier Sigalon, pintor francés del movimiento romántico (n. 1787).
- 10 de agosto: Carlo Botta, médico, historiador y político italiano (n. 1766).

### Septiembre
- 7 de septiembre: Fabian Gottlieb von Osten-Sacken, Príncipe alemán del Báltico, y mariscal de campo del ejército ruso (n. 1752).
- 15 de septiembre: Henri-Joseph Ruxthiel, escultor belga (n. 1775).
- 16 de septiembre: Filippo Buonarroti, político italiano que actuó en la Revolución Francesa (n. 1761).
- 20 de septiembre: Jean-Charles Cornay, misionero francés, mártir en Vietnam. Santo (n. 1809).
- 21 de septiembre: Charles de Mecklembourg-Strelitz, soldado prusiano en las guerras napoleónicas y Presidente del Consejo de Estado de Prusia (n. 1785).
- 22 de septiembre: William George Horner, matemático y profesor inglés (n. 1786).
- 28 de septiembre: Akbar II, penúltimo emperador mogol de la India de 1806 a 1837 (n. 1760).
- 30 de septiembre: Tsultrim Gyatso, décimo dalái lama (n. 1816).

### Octubre
- 5 de octubre: Hortensia de Beauharnais, reina de Holanda y madre del emperador Napoleón III de Francia (n. 1783).
- 6 de octubre: Jean-François Lesueur, compositor francés e intérprete de música religiosa (n. 1760).
- 10 de octubre: Mustafá ibn Mahmud, bey de Túnez de 1835 a 1837 (n. 1787).
- 10 de octubre: Charles Fourier, socialista utópico francés (n. 1772).
- 12 de octubre: Charles-Marie Denys de Damrémont, gobernador general en la Argelia francesa hasta su muerte en el asedio de Constantina (n. 1783).
- 15 de octubre: Iván Dmitriev, poeta y político ruso, que fue ministro de Justicia (n. 1790).
- 17 de octubre: Johann Nepomuk Hummel, compositor y pianista austriaco (n. 1778).
- 28 de octubre: Jean-Blaise Martin, cantante francés de ópera (n. 1768).

### Noviembre
- 4 de noviembre: Jean-Louis Alibert, pionero de la dermatología francesa (n. 1768).
- 6 de noviembre: Jonathan Carl Zenker, naturalista, zoólogo y botánico alemán (n. 1799).
- 7 de noviembre: Elijah P. Lovejoy, ministro presbiteriano estadounidense, periodista, editor de periódico y abolicionista (n. 1802).
- 30 de noviembre: Jean-François Bautte, relojero y joyero suizo (n. 1772).

### Diciembre
- 12 de diciembre: Theodor Friedrich Ludwig Nees von Esenbeck, botánico y farmacólogo alemán (n. 1787).
- 25 de diciembre: Grimod de La Reynière, abogado, periodista y escritor culinario francés, gastrónomo apasionado (n. 1758).
- 28 de diciembre: Boris Orlovski, escultor ruso, liberado por su amo por su talento (n. 1793).
- 28 de diciembre: Gaspar del Búfalo, religioso y sacerdote italiano, fundador de los Misioneros de la Preciosísima Sangre. Santo (n. 1786).
- 30 de diciembre: Francisco Estruch y Martí, Pavorde, catedrático de cánones, (n. 1762).

### Fechas desconocidas
- Mary Dixon Kies, inventora estadounidense, la primera mujer en recibir una patente en 1809 en Estados Unidos (n. 1752).
- Santos Vega, gaucho payador argentino.[75]
- William Farish, científico británico. Profesor de química y filosofía natural, que desarrolló el método de proyección isométrica (n. 1759).